# Greenwood (métro de Toronto)
Pour les articles homonymes, voir Greenwood.
Greenwood est une station de la ligne 2 Bloor-Danforth du métro de Toronto, au Canada. Elle est située au numéro 1177 Danforth Avenue à l'intersection de  Greenwood Avenue.

## Situation sur le réseau

Plan du métro de Toronto (2023)

Établie en souterrain, la station Greenwood de la ligne 2 Bloor-Danforth, est précédée par la station Donlands, en direction du terminus Kipling. Elle est suivie par la station Coxwell en direction du terminus Kennedy,.

## Histoire
La station est inaugurée le 25 février 1966.
La fréquentation est, en moyenne, de 9 910 passagers par jour au cours de l'année 2009-2010.

## Services aux voyageurs

### Intermodalité
Elle est desservie par les bus de la ligne 31 Greenwood.

## À proximité
- Danforth Collegiate and Technical Institute (en)
- St. Patrick Catholic Secondary School (en)